# Tokyo Nichi Nichi Shimbun
Tōkyō Nichi Nichi Shinbun (東京日日新聞) foi um jornal diário japonês impresso em Tóquio.

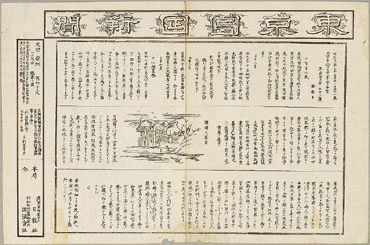
Primeiro número do diário, de 21 de fevereiro de 1872

O diário foi fundado em 1872. O governo Meiji aprovou a concessão de ajudas económicas no valor de 100.000 ienes. Em 1875 a empresa pôs em marcha o primeiro serviço de entrega de jornais do mundo. Em 1912 o diário uniu-se ao Osaka Mainichi Shimbun (大阪毎日新聞) para formarem o jornal e agência noticiosa Mainichi Shimbun (毎日新聞). Os dois jornais continuaram a publicar-se de forma independente até 1 de janeiro de 1943, em plena Segunda Guerra Mundial.[carece de fontes?]
A conhecida escritora Fumiko Hayashi trabalhou para o jornal como correspondente durante a Segunda guerra sino-japonesa.